# William Readdy
William Francis Readdy (ur. 24 stycznia 1952 w Quonset Point w Rhode Island) – amerykański astronauta i pilot doświadczalny.

## Życiorys
W 1970 skończył szkołę w McLean w Wirginii, a w 1974 (z wyróżnieniem) inżynierię lotniczą i kosmiczną na United States Naval Academy, po czym został lotnikiem morskim w Annapolis. W 1980 ukończył z wyróżnieniem United States Naval Test Pilot School i został pilotem doświadczalnym, a w 1986 instruktorem pilotażu. Służył m.in. na Morzu Koralowym. Ma wylatane 7000 godzin na ponad 60 typach samolotów. Od października 1986 pracował w Centrum Lotów Kosmicznych imienia Lyndona B. Johnsona jako pilot-badacz w Houston i menadżer programu. 5 czerwca 1987 został wybrany przez NASA jako kandydat na astronautę, później przechodził szkolenie na specjalistę misji. Od 22 do 30 stycznia 1992 jako specjalista uczestniczył w misji STS-42 trwającej 8 dni, godzinę i 14 minut. Od 12 do 22 września 1993 był pilotem misji STS-51 trwającej 9 dni, 20 godzin i 11 minut. Od 16 do 26 września 1996 dowodził misją STS-79 trwającą 10 dni, 3 godziny i 18 minut.
Łącznie spędził w kosmosie 28 dni i 43 minuty. Opuścił NASA 14 października 2005. Służbę wojskową zakończył pięć lat wcześniej, w 2000.